# زكي قنصل
زكي قنصل (بالإسبانية: Zaki Konsol)‏ كان شاعراً سوريًا مهجرياً. ولد في كوردوبا في الأرجنتين عام 1916م لأبوين سوريين من مدينة يبرود في محافظة ريف دمشق وهو الأخ الأصغر للشاعر إلياس قنصل. تلقى دراسته في مدارسها. هاجر إلى الأرجنتين سنة 1929 حيث اشتغل بالتجارة وتعلم مبادئ العربية والفرنسية. في عام 1950 تزوّج من فتاة سورية اسمها «وردة عازار» ورُزِقَ منها طفلة أسماها «سعاد» لكنها توفّيت في الشهر الثامن من عمرها. فرثاها بديوان صغير الحجم أسماه «بشرى سعاد».
كان ميالاً إلى المطالعة، فدرس العربية معتمداً على نفسه، وعندما أصبح قادراً على الكتابة مارس الصحافة ونظم الشعر، واهتم بالشعر الاجتماعي، وصور حياة الفقراء من أبناء الشعب، وله شعر في الحنين إلى الوطن. ومن دواوينه الشعرية «نور ونار» و «ألوان وألحان» و «شظايا» و «في متاهات الطريق» و «الكادح» و«بشرى سعاد». توفي سنة 1994.

## أعماله

### شعر
- شظايا، 1939
- ديوان سعاد، 1953
- نور ونار، 1970
- عطش وجوع، 1974
- ألوان وألحان، 1978
- هواجس، 1981
- في متاهات الطريق، 1984
- سداسية الوطن المحتل
- أشواك، (خُماسيّات من الهجر ويضم 215 خماسية)
- ديوان شعري أنا
- شـذى جروحي
- ديوان زكي قنصل الجزء الأول، وزارة الثقافة: دمشق، 1986
- الأعمال الشعرية الكاملة لزكي قنصل، عبد المقصود خوجة، جدة، 1995 (3 مجلدات في 1600 صفحة)

### مسرحيات نثرية
- الثورة السورية، 1939
- تحت سماء الأندلس، 1965

## الجوائز
- جائزة ابن خلدون للشعر، أسبانيا، 1989
- جائزة جبران خليل جبران العالمية، أستراليا، 1991
- جائزة مجلة الثقافة الدمشقية، سوريا
- جائزة إذاعة بي بي سي العربية، المملكة المتحدة